# Dick Curtis
Dick Curtis (* 1. Februar 1802 in Southwark, London, England; † 16. September 1843 ebenda) war ein englischer Boxer in der Bare-knuckle-Ära. Er wurde im Jahre 2007 in die International Boxing Hall of Fame aufgenommen.